# Vélez-Rubio
Vélez-Rubio é um município da Espanha localizado na província de Almería, comunidade autônoma da Andaluzia.
1. ↑  «Cifras oficiales de población resultantes de la revisión del Padrón municipal a 1 de enero» (ZIP). www.ine.es (em espanhol). Instituto Nacional de Estatística de Espanha. Consultado em 19 de abril de 2022